# Alá ibne Muguite Aljudami
Abu ibne Muguite (Al-ʿAlāʾ ibn Mughīth), variadamente referido como Iaçubi (al-Yaḥṣubī) Aladrami (al-Ḥaḍramī) ou Aljudami (al-Judhāmī) foi um governador do Alandalus (Hispânia) nomeado pelo Califado Abássida em oposição ao Emirado de Córdova dos omíadas em 763 (146 A.H.; as fontes cita 144 ou 145).

## Vida

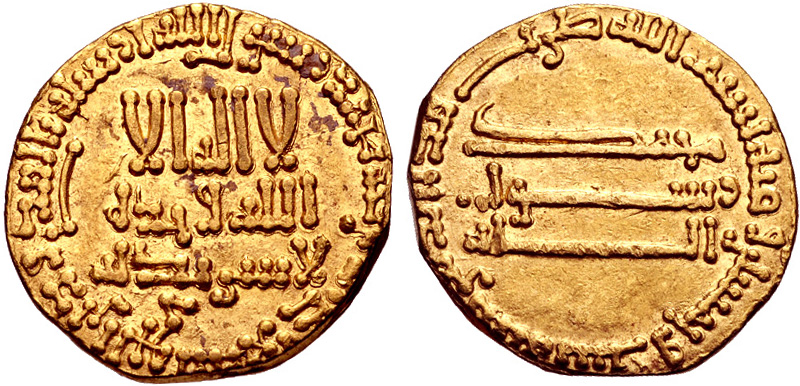
Dinar de ouro de Almançor r.

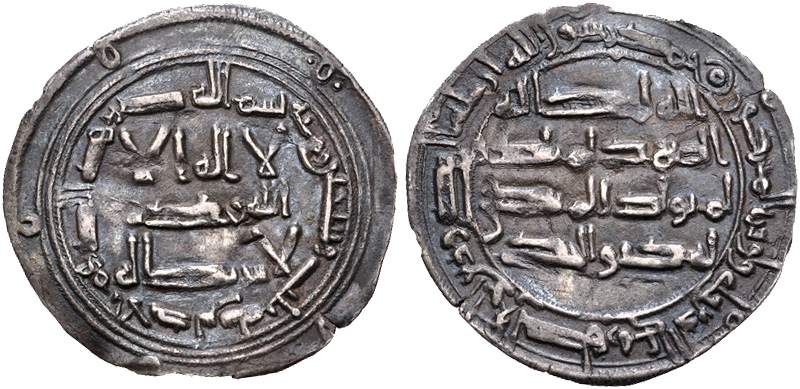
Dirrã de r.

As origens de Alá ibne Muguite são variadamente apresentadas nas fontes. O Fatḥ al-Andalus, ibne Alatir, Anuairi e Almacari alegam que foi nativo da Ifríquia (Tunísia) e que foi enviado ao Alandalus pelo califa Almançor (r. 754–775). Por outro lado, Akhbār majmūʿa, ibne Alcutia e ibne Idari alegam que era nativo de Beja, no sul da atual Espanha, onde detinha o ofício local de riaça (riyāsa), uma liderança política e militar. O historiador Roger Collins se inclina à posição de que era um estrangeiro enviado pelo califa. Alá ibne Muguite estabeleceu seu governo em 763 em Beja, onde teve o apoio do junde egípcio local (divisão do exército árabe). Embora a historiografia islâmica e muito da historiografia moderna tratem esse evento como uma rebelião interna contra os omíadas, é melhor visto como um conflito por autoridade legítima entre duas linhas califais rivais. O sucesso temporário de ibne Muguite é uma evidência de que havia apoio à alegação abássida no Alandalus.
O emir omíada Abderramão I (r. 756–788) evitou uma batalha campal com seu rival e até abandonou sua capital, Córdova, à fortaleza de Carmona. Alá ibne Muguite sitiou Carmona por dois meses, sugerindo que as forças disponíveis a Abderramão não eram grandes. Muitos líderes andalusinos devem ter aguardado o resultado do conflito antes de decidir qual lado apoiar. O junde sírio de Sevilha, que tinha membros Iaçubi, pode ter se aliado a ibne Muguite. De acordo com o Akhbār majmūʿa, o junde palestino sob Guiate ibne Alcama Alaquemi marchou de Sidonia para se juntar ao cerco, mas foi interceptado por um exército sob Badr, um liberto de Abderramão, que negociou sua retirada. O cerco terminou quando um ataque oportuno dos defensores pegou os sitiantes despreparados. Ibne Muguite e os outros líderes abássidas foram mortos nos combates. Sua cabeça foi secretamente enviada a Cairuão como um aviso para outros pretensos governadores abássidas. Algumas fontes o enviaram, de maneira menos plausível, para Meca. O próximo governador abássida, Abderramão ibne Habibe Alciclabi, foi enviado da Ifríquia em 777. Maribel Fierro é de opinião que as crônicas posteriores confundiram ibne Muguite com seu sucessor, inventando assim uma origem africana para ele.